# Palma y Don Jaime
Palma y Don Jaime fue una serie de televisión, estrenada por Televisión Española en agosto de 1959. Se trata de una de las primeras series de ficción de producción propia emitidas en España y uno de los primeros éxitos de Televisión Española. Sobre argumentos de Agustín Isern, estuvo dirigida por Alfredo Castellón.

## Argumento
La serie narra, en tono de comedia, la no siempre fácil relación entre Palma, una secretaria jovial y divertida y Don Jaime, su rígido jefe. Frente a otros espacios de la época, los diálogos eran desenfadados y cercanos al lenguaje cotidiano de los espectadores.

## Reparto
En la primera temporada de la serie, los papeles de Palma y Don Jaime, correspondieron respectivamente a María Fernanda D'Ocón y Antonio Casal. En la segunda temporada, Palma fue interpretada por la actriz Elena María Tejeiro y Don Jaime por, sucesivamente, José Luis López Vázquez y Pastor Serrador.